# Masséna (1895)
Masséna byl predreadnought francouzského námořnictva. Byl předposledním ze skupiny pěti příbuzných plavidel v konstrukční linii tvořené plavidly Charles Martel, Carnot, Jauréguiberry, Masséna a Bouvet. Ve službě byl v letech 1898–1915. V rámci bitvy o Gallipoli bylo odstrojené plavidlo potopeno v lednu 1916 jako vlnolam u mysu Helles na poloostrově Gallipoli.

## Stavba

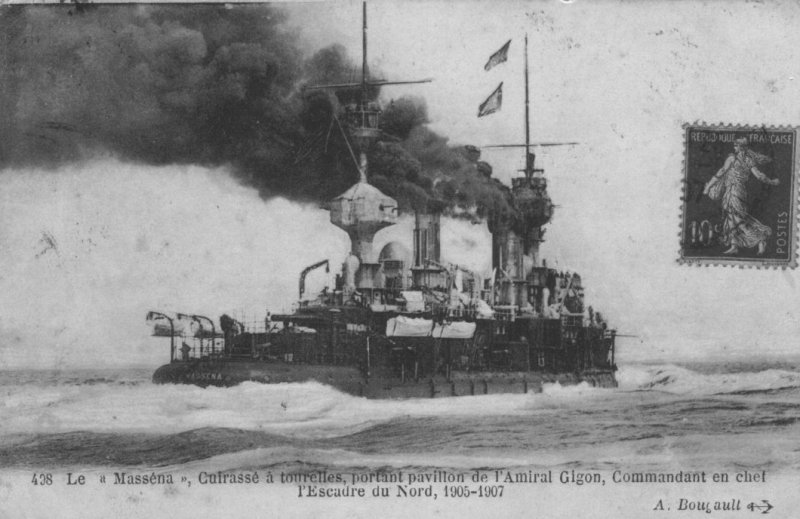
Masséna

Plavidlo postavila francouzská loděnice Ateliers et Chantiers de la Loire v St. Nazaire. Stavba byla zahájena v září 1892, na vodu byla loď spuštěna v červenci 1895 a do služby byla přijata v červnu 1898.

## Konstrukce

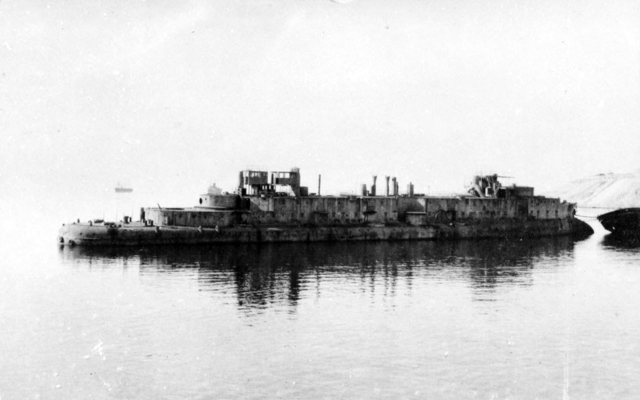
Masséna před potopením v rámci vlnolamu

Hlavní výzbroj byla smíšená, tvořená dvěma 305mm kanóny v jednodělových věžích na přídi a na zádi, které doplňovaly dva 274mm kanóny v jednodělových věžích na bocích trupu. Sekundární výzbroj představovalo osm 139mm kanónů umístěných v jednodělových věžích na bocích trupu. Lehkou výzbroj představovalo osm 100mm kanónů, dvanáct 47mm kanónů, pět 37mm kanónů a tři pětihlavňové 37mm kanóny. Výzbroj doplňovaly čtyři 450mm torpédomety. Část lehké výzbroje byla umístěna na dvou bojových stěžních. Příď trupu byla opatřena klounem. Pohonný systém tvořilo 24 kotlů a tři parní stroje s trojnásobnou expanzí o výkonu 14 200 ihp, které poháněly tři lodní šrouby. Nejvyšší rychlost dosahovala 17 uzlů. Dosah byl 4000 námořních mil při 10 uzlech.